# Teodoro Palacios
Teodoro F. Palacios Flores (Città del Guatemala, 7 gennaio 1939 – Città del Guatemala, 17 agosto 2019) è stato un altista guatemalteco.

## Biografia
Nel 1963 conquistò la medaglia d'argento ai Giochi panamericani dopo essere giunto quarto nell'edizione del 1959; fu di nuovo quarto ai Giochi del 1967.
Fu portabandiera per il suo Paese ai Giochi olimpici estivi di Città del Messico 1968 dove gareggiò nel salto in alto: fu eliminato nelle qualificazioni dopo 3 errori alla quota di 2,09.

## Palmarès
| Anno | Manifestazione      | Sede      | Evento        | Risultato | Prestazione | Note |
| ---- | ------------------- | --------- | ------------- | --------- | ----------- | ---- |
| 1963 | Giochi panamericani | San Paolo | Salto in alto | Argento   | 2,04        |      |